# Serie A 1933 (pallapugno)
La Serie A di pallapugno 1933 si svolse nel 1933 e terminò il 4 novembre: al torneo parteciparono quattro società sportive piemontesi e una ligure.

## Formula
Sono stati reperiti i documenti relativi a una semifinale e alla finale, non è quindi possibile risalire alla formula del torneo. Tutti gli incontri furono disputati allo sferisterio Borgo Vanchiglia di Torino.

## Squadre partecipanti
Parteciparono al torneo quattro società sportive provenienti dal Piemonte e una dalla Liguria.
| Squadra      | Provenienza | Campionati di Serie A | Risultato 1932               |
| ------------ | ----------- | --------------------- | ---------------------------- |
| Alba         | Piemonte    | 5                     | 3° in Serie A                |
| Cuneo        | Piemonte    | 3                     | 2° in Serie A                |
| Genova       | Liguria     | 2                     | -                            |
| Torino EDA 1 | Piemonte    | 1                     | Campione d'Italia di Serie A |
| Torino EDA 2 | Piemonte    | 1                     | 5° in Serie A                |

## Formazioni
| Squadra      | Battitore      | Spalla      | Terzini                 |
| ------------ | -------------- | ----------- | ----------------------- |
| Alba         | Raffaele Ricca | Pelazza     | Dellavalle, Cane        |
| Cuneo        | Paolo Rossi    | G. Delpiano | Oreste Marengo, Isnardi |
| Genova       | Cadenasso      | Ghiara R.   | ?                       |
| Torino EDA 1 | Augusto Manzo  | A. Cappello | An. Manzo, M. Cappello  |
| Torino EDA 2 | Gavello        | Rizieri     | ?                       |

## Torneo
Si ha notizia del ritiro della formazione di Genova dopo due partite. È stato reperito il risultato di una sola semifinale, quella fra Alba e Cuneo, terminata 11 - 10.

### Finale
| 4 nov. (Torino) | Torino EDA 1 - Alba | 13 - 6 |

## Verdetti
- EDA Torino 1 Campione d'Italia 1933 (2º titolo[1])